# Arena Pantanal
El Arena Pantanal es un estadio multipropósito en la ciudad de Cuiabá, estado de Mato Grosso en Brasil, fue construido para albergar cuatro partidos de la Copa Mundial de Fútbol de 2014 y está emplazado en los terrenos donde se erigía el antiguo estadio José Fragelli, demolido en el año 2010.

## Estadio Governador José Fragelli

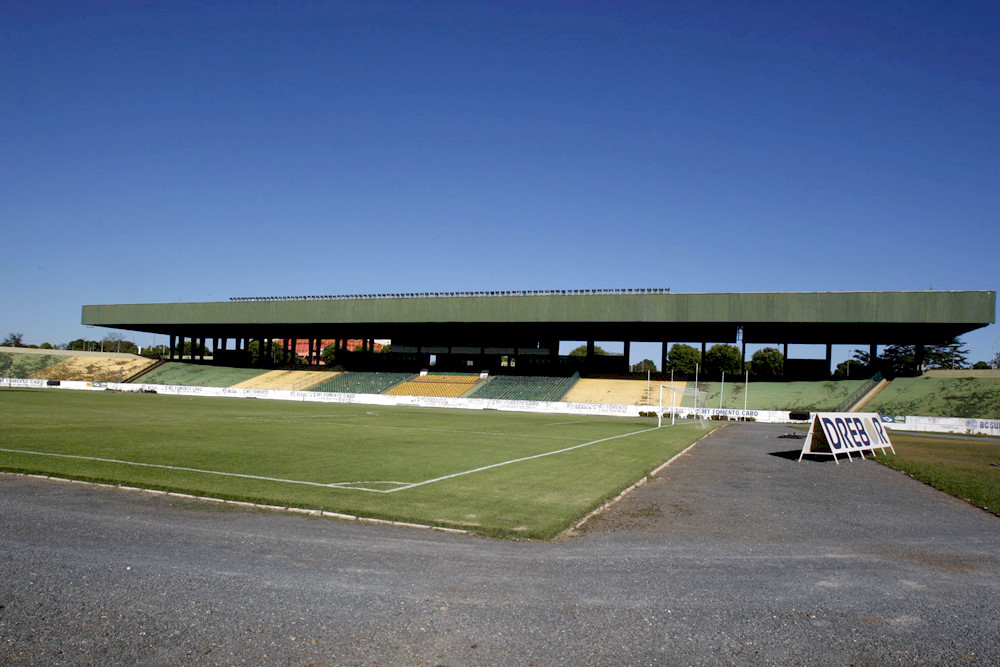
Imagen del antiguo Estadio Verdão

El Estadio José Fragelli también apodado Verdão, fue un estadio de fútbol en la ciudad de Cuiabá, estado de Mato Grosso. Cuando en abril de 2009 Cuiabá fue elegida una de las sedes de la Copa Mundial se anunció que este estadio sería demolido para dar paso al Arena Pantanal, el nuevo estadio que se utiliza en la Copa Mundial de Fútbol de 2014.
El Verdão (en portugués Verde Grande) inició su construcción en 1974 y fue inaugurado en 1976, el estadio fue nombrado José Fragelli en honor al gobernador del estado de Mato Grosso desde 1970 hasta 1974, periodo en el cual se inició la construcción del estadio. Tenía una capacidad para 50 000 espectadores y en el disputaban sus encuentros los clubes locales Mixto EC, Dom Bosco y Operário VG.
En sus 34 años de historia, el estadio albergó cuatro partidos de la Selección Brasileña: Brasil vs Suiza en 1981; Brasil vs Ecuador en 1989; Brasil vs Finlandia en 1992 y Brasil vs Islandia en 2002.

## Arena Pantanal

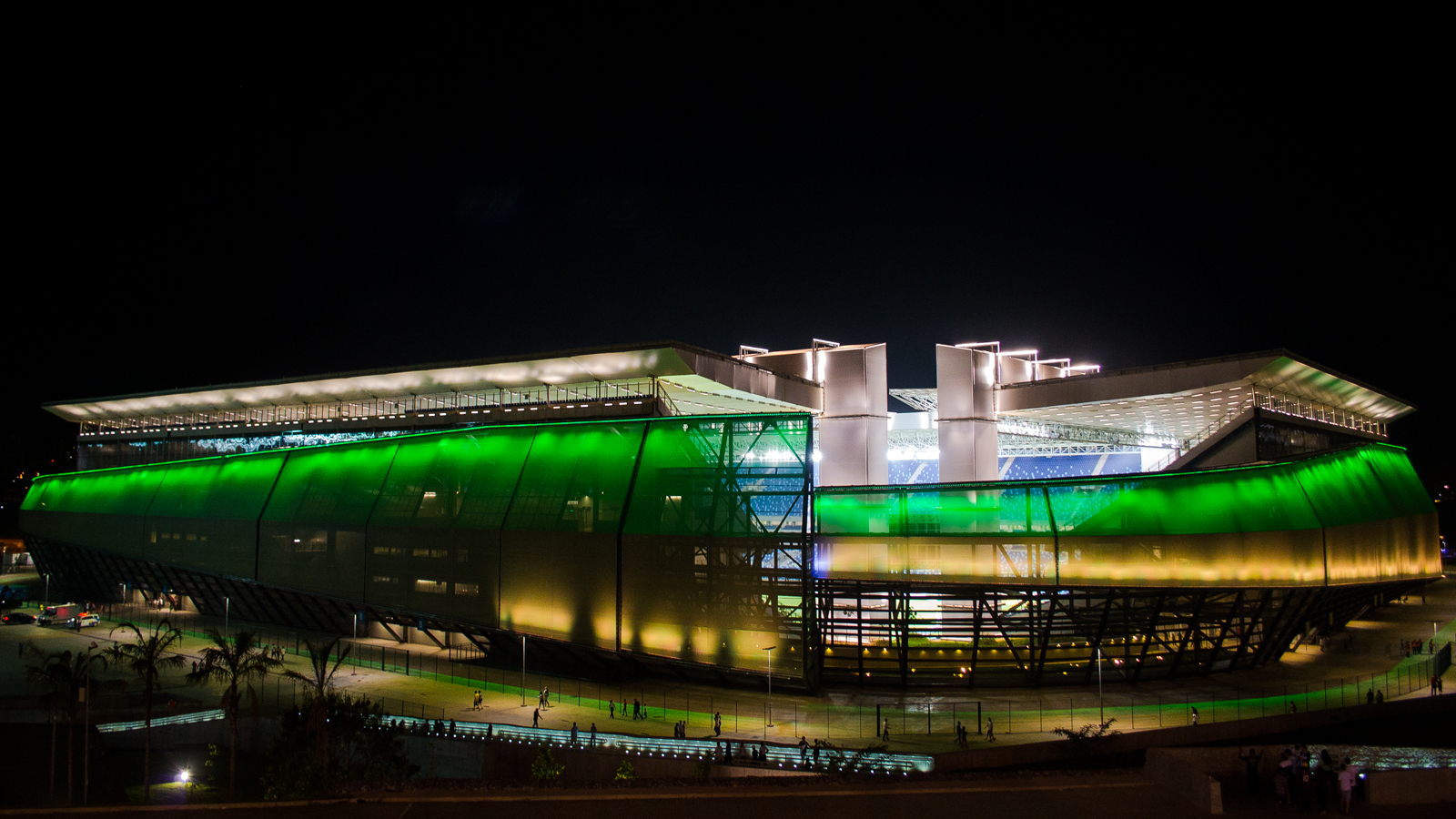

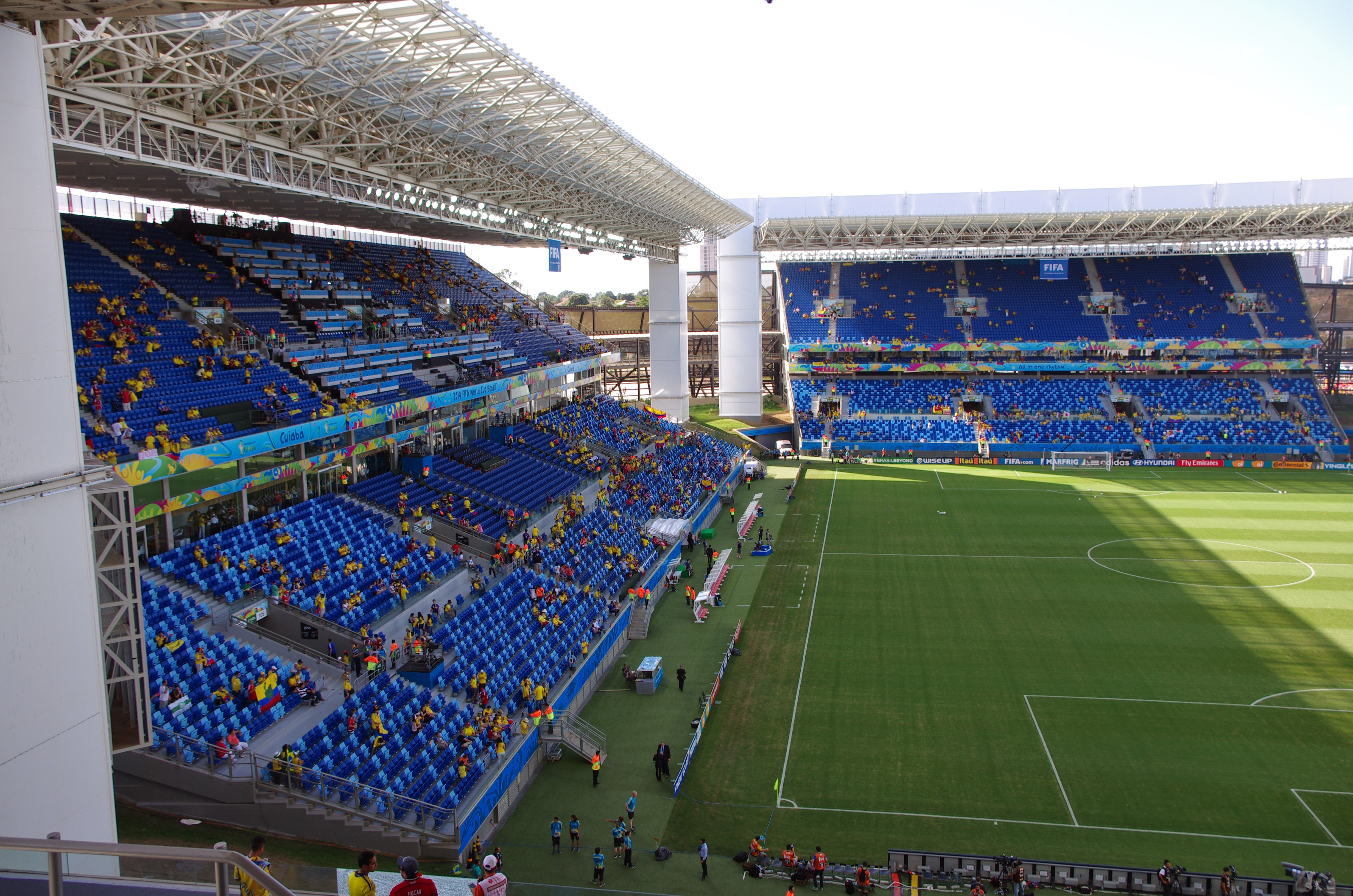

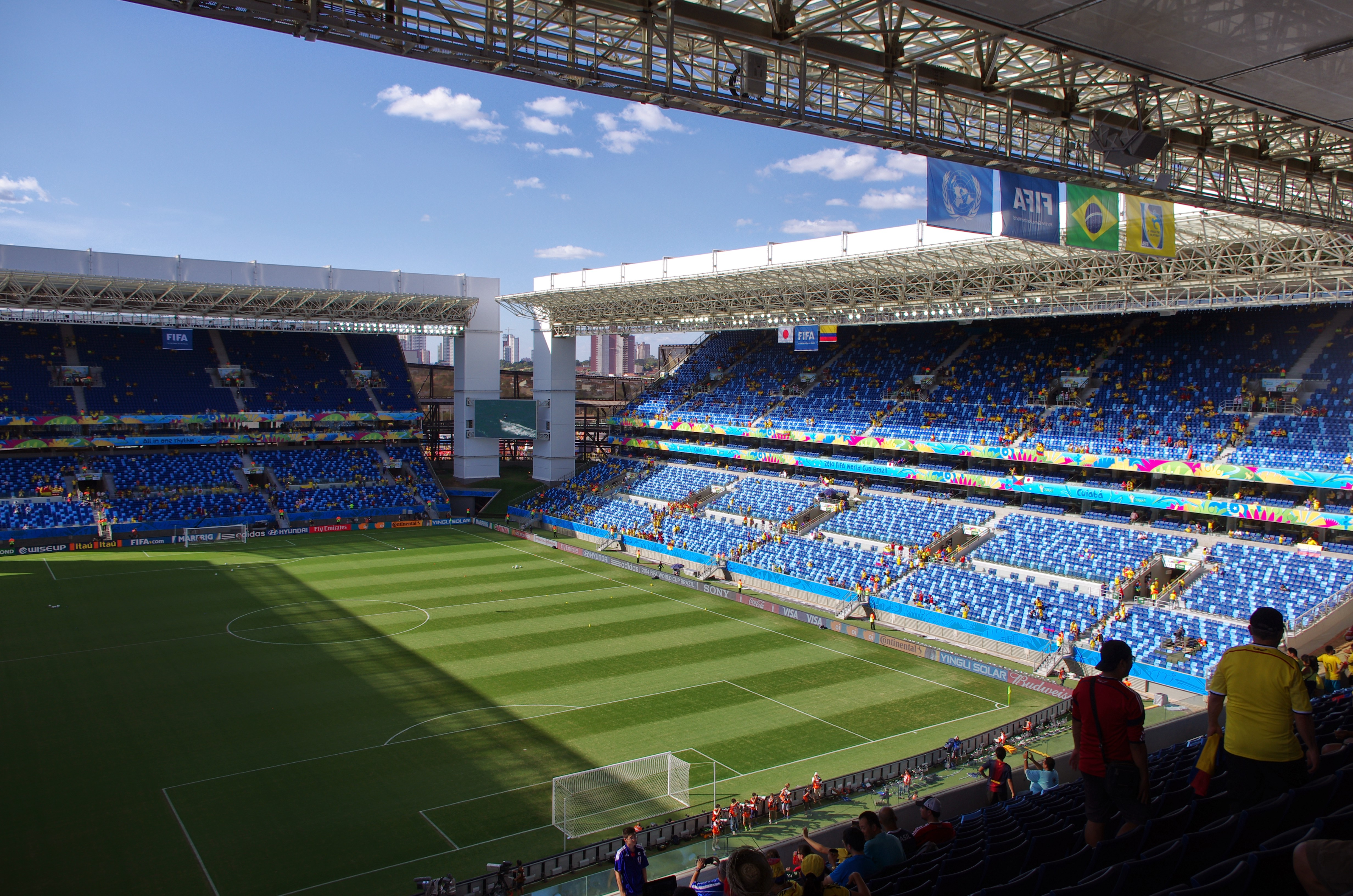

El 31 de mayo de 2009 cuando se anunció que Cuiabá sería una de las sedes de la Copa Mundial de Fútbol de 2014, y el Verdao, uno de los estadios donde se realizaría dicho torneo, se decidió la construcción de un nuevo estadio de acuerdo con todos los requisitos y estándares de la FIFA.
El nuevo estadio Arena Pantanal comenzó a ser construido en 2010 y fue inaugurado en 2014 para albergar cuatro partidos de la Copa Mundial de Fútbol de 2014. Su capacidad estimada es de 42 968 personas y la inversión total en las obras de construcción se estima en 454 200 000 de reales, sin embargo, las mediciones actuales de los gobiernos estatales y federales han llevado la inversión total a casi 600 millones de la moneda brasileña.
Con la finalización de la Copa del Mundo la capacidad del estadio se verá reducida en cerca de 15 mil asientos mediante el desmantelamiento de los asientos ubicados en los puestos más altos de las dos curvas, con lo que su capacidad final será de unos 28 mil asientos. El estadio fue diseñado por el estudio Arquitectos GCP que desarrolló un proyecto sostenible y respetuoso del medio ambiente.
El estadio es sede de los clubes de la ciudad Mixto, Operário Várzea-Grande, Cuiabá Esporte Clube y Dom Bosco, que disputan el Campeonato Matogrossense.

## Eventos

### Copa Mundial de Fútbol de 2014
El estadio fue una de las sedes de la Copa Mundial de Fútbol de 2014. Albergó los siguientes partidos:
| Fecha               | Equipo #1 | Resultado | Equipo #2            | Ronda                 | Espectadores |
| ------------------- | --------- | --------- | -------------------- | --------------------- | ------------ |
| 13 de junio de 2014 | Chile     | 3–1       | Australia            | Primera fase, Grupo B | 40 275       |
| 17 de junio de 2014 | Rusia     | 1–1       | Corea del Sur        | Primera fase, Grupo H | 37 603       |
| 21 de junio de 2014 | Nigeria   | 1–0       | Bosnia y Herzegovina | Primera fase, Grupo F | 40 499       |
| 24 de junio de 2014 | Japón     | 1–4       | Colombia             | Primera fase, Grupo C | 40 340       |

### Copa América 2021
El estadio albergó cinco partidos de la Copa América 2021.
| Fecha               | Equipo #1 | Resultado | Equipo #2 | Ronda                 | Espectadores |
| ------------------- | --------- | --------- | --------- | --------------------- | ------------ |
| 13 de junio de 2021 | Colombia  | 1–0       | Ecuador   | Primera fase, Grupo B | 0            |
| 18 de junio de 2021 | Chile     | 1–0       | Bolivia   | Primera fase, Grupo A | 0            |
| 21 de junio de 2021 | Uruguay   | 1–1       | Chile     | Primera fase, Grupo A | 0            |
| 24 de junio de 2021 | Bolivia   | 0–2       | Uruguay   | Primera fase, Grupo A | 0            |
| 28 de junio de 2021 | Bolivia   | 1–4       | Argentina | Primera fase, Grupo A | 0            |

### Eliminatorias para el Mundial 2026
El estadio se añadió en las eliminatorias para el Mundial 2026.
| Fecha                 | Equipo #1 | Resultado | Equipo #2 | Fecha   | Espectadores |
| --------------------- | --------- | --------- | --------- | ------- | ------------ |
| 12 de octubre de 2023 | Brasil    | 1–1       | Venezuela | Fecha 3 | 39 018       |